# Marin Molliard
Marin Molliard (Châtillon-Coligny, 8 de junio de 1866 - París, 24 de enero de 1944) fue un médico, micólogo, botánico francés.
Ingresa en 1888 a la Escuela Normal Superior de París donde obtuvo licencias de matemática (1889), de física (1890), y de Ciencias naturales, en 1891. Agregado en ciencias naturales en 1892, devino preparador en esa misma Alta Casa de Estudios. Fue jefe de Trabajos Prácticos en la Facultad de Ciencias de París, en 1894, donde obtendrá su doctorado en 1895 defendiendo la tesis Recherches sur les cécidies florales.
Se casó en 1893 con Marthe Debray, hija del profesor de ciencias de la Facultad de Ciencias de París, Henri Debray; teniendo dos hijos.
En 1902, se convirtió en profesor de botánica, Instructor de cursos en 1907, profesor adjunto en 1910, profesor de fisiología vegetal en 1913 y dean en 1920. En 1922, es profesor en la Escuela Normal de Saint-Cloud; retirándose en 1936, siendo designado profesor honorario en 1937.
Publicó el libro sobre la Nutrition de la plante (1923-1927) y La Forme des végétaux et le milieu (1946)

## Reconocimientos
- Miembro de la Academia de las Ciencias francesa , 1923
- Miembro de la
- Academia de Agricultura de Francia, en 1937
- Miembro de diversas sociedades científicas como: la Société Botanique de France, que dirige en 1923, la Sociedad Micológica de Francia, etc.